# Ridere
Ridere è un singolo del gruppo musicale italiano Pinguini Tattici Nucleari, pubblicato il 17 aprile 2020 come secondo estratto dalla ristampa del quarto album in studio Fuori dall'hype - Ringo Starr.

## Descrizione
(Pinguini Tattici nucleari, Ridere: i primi due versi del brano)
Il brano è un riferimento a tutto ciò che resta dopo la fine di una storia d'amore: dai ricordi delle vacanze passate insieme a tutti i momenti di felicità e normale quotidianità, fino ai sentimenti provati prima e dopo la rottura del rapporto. Nella canzone si chiede all'ex partner di non dimenticare i momenti passati insieme, nemmeno durante il periodo della vecchiaia quando si potrà raccontare a qualcuno "cosa siamo stati noi", dimostrando che il vero amore non deve essere mai rinnegato. Il sound è caratterizzato da un pianoforte con elementi dance.
Nel testo si fa un riferimento al singolo Fix You dei Coldplay.

## Video musicale
Per il videoclip, pubblicato il 28 aprile 2020, la band si è affidata ai fan durante il periodo di blocco dovuto all'epidemia di COVID-19, coinvolgendoli chiedendo loro di inviare delle clip che sono poi state montate nel video.

## Tracce
1. Ridere – 3:34 (Riccardo Zanotti)
2. Fine My Own (feat. Gamma Skies, Emmi) – 3:12

## Successo commerciale
Il brano, pur non essendo andato oltre la ventottesima posizione della FIMI, vanta complessivamente 18 mesi di classifica. In Italia è stato il 53º più trasmesso dalle radio nel 2020.

## Classifiche

### Classifiche settimanali
| Classifica (2020) | Posizione massima |
| ----------------- | ----------------- |
| Italia            | 28                |

### Classifiche di fine anno
| Classifica (2020) | Posizione |
| ----------------- | --------- |
| Italia            | 38        |
| Classifica (2021) | Posizione |
| Italia            | 64        |
| Classifica (2022) | Posizione |
| Italia            | 94        |